# Palazzo dei Diamanti (Verona)

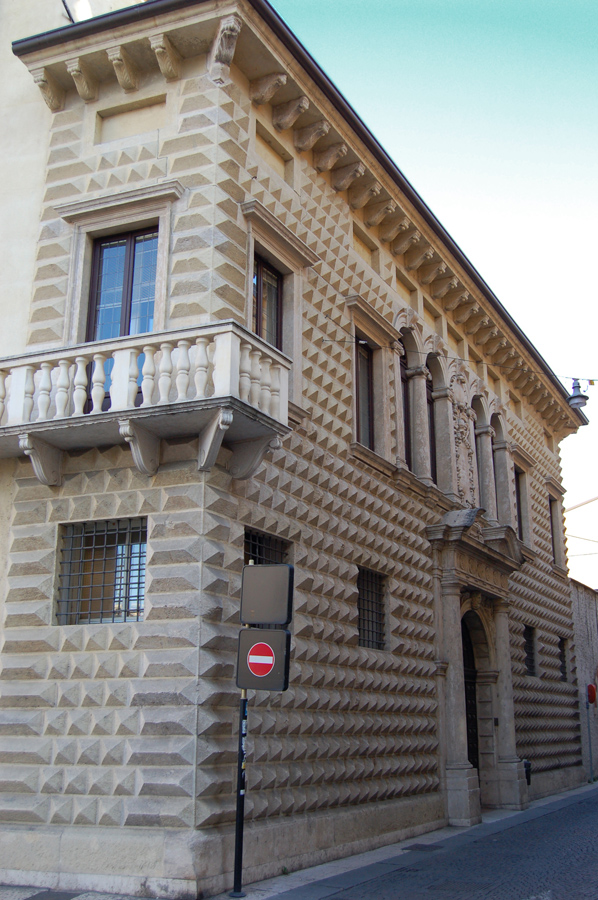
Fachada do Palazzo dei Diamanti de Verona.

O Palazzo dei Diamanti, ou Palazzo Sansebastiani, é um palácio de Verona, Itália, situado na Via Enrico Noris (esquina com a Via Anfiteatro). Recebe o seu nome divido às "pedras em ponta de diamante" que decoram a sua fachada, à semelhança do que acontece com o mais conhecido Palazzo dei Diamanti de Ferrara.

## História

### Modelos
O modelo para a construção deste palácio em Verona deve ter sido o próprio Palazzo dei Diamanti de Ferrara, construído, entre 1493 e  1503, pelo arquitecto e urbanista Biagio Rossetti no âmbito da Addizione Erculea ordenada pelo Duque Ercole I d'Este. No entanto, muitas são as residências nobres evocadas no confronto: nomeadamente o palácio dos Bevilacqua em Bolonha - começado em 1481 por ordem de Nicolò Sanuti, primeiro Conde da Porretta, e terminado pela sua viúva em 1484 - e, em termos de maior proximidade, o dos Thiene em Vicenza, com fachada de Lorenzo da Bologna, construído por ordem dos Porti; ainda, e agora já no contexto urbano veronês, há a referir a Loggia del Consiglio, ou a residência dos Stagnoli, onde, porém, os padrões são pintados e não esculpidos.
No entanto, é de crer que terá sido o palácio de Ferrara, mandado restaurar por Sigismondo d'Este em 1567, o inspirador deste palácio, como indica o balcão de esquina com a balaustrada idêntica, como foi observado por Giuseppe Corso. O restaurador do palácio de Ferrara e o projectista do de Verona pode, inclusive, ter sido a mesma pessoa - Bernardino Brugnoli, ainda envolto no anonimato - em volta do qual se trabalhava em 1582, data que algum historiador oficializou como a encerramento dos estaleiros. Ignorando-se, por enquanto, o nome do autor do desenho, não está ainda excluída qualquer possibilidade acerca da sua identidade.

### Bernardino Brugnoli, o possível autor
Bernardino Brugnoli, sobrinho de Paolo Sanmicheli, encontrava-se activo naqueles anos na Corte de Mântua e em Reggio, nos estaleiros para a construção da fachada da catedral. No Palazzo dei Diamanti, a linguagem de Bernardino é falada tanto pelo elegante portal - com colunas dóricas nos lados, vitórias aladas e entablamentos decorados com métopas e tríglifos, mas com o frontispício interrompido, prelúdio do gosto setecentista - como pelas duas janelas bíforas no andar nobre (piano nobile), com capitéis jónicos e arcos de volta perfeita.
Assenta bem a Bernardino Brugnoli - justamente por esta mistura de classicismo sanmicheliano, ao qaul ele não sabe renunciar, e de extremo maneirismo, criado, então, em antecipação ao barroco - quando Pietro Gazzola escreve sobre o palácio: "demostra como foi rápido o desenvolvimento do germe do barroco. Os vocábulos nos quais consiste a figuração da obra são renascentistas só na aparência, uma vez que, com efeito, as suas composições advertem que a fractura com os ideais expressivos da Renascença é irreversível. Vê-se na nova força de saliência no talhe dos diamantes e do elástico ressaltar do claro-escuro no revestimento do colmeado na cornija interrompida, que deliniam as tenções da estrutura, no frontispício cortado e nos dois tímpanos angulares, onde as rosáceas ou medalhões - aos quais nenhum arquitecto verdadeiramente renascentista teria renunciado  - são substituídos por duas figuras batidas a meio relevo, que esbatem a densidade do arco".
Estas observações também se poderiam aplicar ao relativamente próximo Palazzo Turchi, da Via San Cosimo, erguido na mesma époce e, sem dúvida, nascido no mesmo clima cultural, precisamente, como bem sublinha Giuseppe Corso, no confronto entre as "cariátides humorísticas, representantes dos escravos turcos, camufladas na persiana que, num primeiro olhar, nos dão a impressão de estarmos diante duma construção estritamente barroca" com "elementos do classicismo e da renascença", que nos fazem perceber que "se trata, pelo contrário, de um dos primeiros exemplos do período de transição. São, de facto, respeitadas as pressões, as cornijas não se movem com curvas caprichosas e o entablamento do portal, minuciosamente serrilhado na moldagem, carrega o friso adornado por arabescos ligeiros, que se podem impunemente inscrever na mais bela renascença".

### Proprietários -  os Cappella
Embora também seja conhecido como Palazzo Sansebastiani, na realidade o palácio nunca pertenceu àquela família. O equívoco nasce a partir duma inscrição colocada no interior do edifício, em tempos numa cabeça de mármore, com a seguinte frase em latim: "Helena Sansebastiana hanc domus partem coniuge excellentis[simo] abstente testis sit imago mea f[ieri] f[ecit] a[nno] d[omini] MDLXXXII". A Sansebastiani em questão era a esposa de Camillo Cappella, a quem o palácio pertencia e ao qual se deve a renovação tardo-quinhentista de, pelo menos, parte das casas que os Cappella aqui possuíam na época; precisamente, uma renovação
à qual não seria estranha a esposa de Camillo, frequentemente ocupado pelos seus numerosos encargos como jurísta e homem público.
Os Cappella habitavam a contrada de São Quirico (onde se encontra este palácio) desde os primeiros anos do século XV. O arquivo contral de 1425 regista aqui Nicolò a Cappella, de 58 anos. A família já devia figurar entre as mais notáveis da cidade - com os dois filhos de Nicolò, Piramo e, em seguida, Tebaldo, como membros do Conselho citadino.
Em 1573, os Cappella foram feitos Condes de Salizzole, onde possuíam aquele castelo e numerosas terras, nas quais Camillo Cappella introduziria - com a obtenção duma investidura de águas por parte da Sereníssima - o cultivo do arroz.
Um autor anónimo setecentista fornece-nos notícias acerca do construtor do palácio, numa espécie de história da família Cappella, com o intuito de fazer luz sobre a sua sucessão e, desta forma, sobre os pretensos herdeiros, directos ou indirectos, que pensavam ter direitos sobre o palácio da cidade e, sobretudo, sobre os consideráveis bens de Salizzole.
Ainda relativamente ao palácio será, talvez, apropriado perguntar se no local da sua construção já existiriam casas pertencentes aos Cappello. Esse parece ter sido a realidade, como recorsa Loredana Olivato, tratando-se provavelmente agora, no momento da reconstrução, de operar num tecido urbano predefinido. De facto, a família dispunha até 1526, na mesma contrada de San Quirico, de uma "uma casa com pátio e horta". Acrescenta Loredana Olivato que, consciente da magnificência da sede dominical e orgulhoso de possuí-la, Camillo confiava como sua última vontade, datada de 19 de Novembro de 1589 na sua casa, o desejo de que esta se mantivesse intacta ao longo dos séculos: "et se a casa tiver necessidade de restauro, obrigo todos os outros meus bens a este e que até ao último sucessor possa restringir os outros ao restauro vendendo bens por própria autoria para este efeito, constituindo razão e causa de especial hipoteca para a conservação desta casa".
Segundo Bartolomeo dal Pozzo, no seu tempo existia no Palazzo dei Diamanti uma coluna, de cerca de dez pés (três metros), em mármore chamado comummente serpentino, que fora encontrada em Ponton, no leito do Adige, com uma inscrição que parecia aludir à oferta de um rei egípcio a um Imperador Romano. Sobre esta coluna, os filhos de Camillo viriam a pôr um busto do pai, em bronze.
O mesmo autor recorda, ainda, como em 1585 o edifício hospedou provisoriamente a Accademia Filotima, uma espécie de escola de artes marcais para nobres, a qual fechou poucos meses depois, para renascer ao fim de alguns anos na recém-construída Gran Guardia da Piazza Bra’.

### Depois dos Capella
Dos Cappella, o palácio passou, por complicadas sucessões hereditárias, para os Briggi e, sucessivamente, para outros proprietários, até que na década de 1900 chegou às mãos do Banco Católico de Verona (Banca Cattolica di Verona). Quando este banco foi, em 1935, incorporado no Banco Mútuo Popular de de Verona (Banca Mutua Popolare di Verona), foeam transferidos para a sede deste último os bustos de algumas personagens da casa Sansebastiani (talvez colocados no Palazzo dei Diamanti por Helena, a muito citada esposa de Camillo), agora colocados na base da escadaria que conduz à sala do Conselho. Aqueles bustos de pedra representam Daniele, arcediago e protonotário apostólico; Francesco, magistrado; Giacomo, conselheiro dos Scaligeri e, por fim, Carlo, também magistrado e vigário da Casa dos Mercadores.
O palácio foi semidestruído pelos bombardeamentos aéreos no curso da Segunda Guerra Mundial, mas em 1950 foi devolvido às suas linhas originais, como é recordado numa lápide colocada no escudo à altura do primeiro andar, com a seguinte inscrição em latim : "AEDES / Il. NOV.JAN. A.D. MCMXLIV / DIRUTAE / ANNO. DOMINI. MCML / AERE PUBLICO / RESTITUTAE".